# Камиамакуса
Камиамакуса (яп. 上天草市 Камиамакуса-си) — город в Японии, находящийся в префектуре Кумамото. Площадь города составляет 126,15 км², население — 27 706 человек (1 августа 2014), плотность населения — 219,63 чел./км².

## Географическое положение
Город расположен на острове Амакуса в префектуре Кумамото региона Кюсю. С ним граничат города Уки, Амакуса.

## Население
Население города составляет 27 706 человек (1 августа 2014), а плотность — 219,63 чел./км². Изменение численности населения с 1980 по 2005 годы:
| 1980 | 40 682 чел. |  |
| 1985 | 39 900 чел. |  |
| 1990 | 38 316 чел. |  |
| 1995 | 36 667 чел. |  |
| 2000 | 35 314 чел. |  |
| 2005 | 32 502 чел. |  |

## Символика
Деревом города считается сосна, цветком — цветок сакуры, птицей — Zosterops japonicus.